# Julia Michaels
Julia Carin Cavazos, nota con lo pseudonimo di Julia Michaels (Davenport, 13 novembre 1993), è una cantautrice e compositrice statunitense.
Ha iniziato la sua carriera come autrice, scrivendo brani per artisti del calibro di Britney Spears, Lady Gaga, Pink, Keith Urban, Janelle Monáe, Selena Gomez, Demi Lovato, Shawn Mendes, Justin Bieber, Ed Sheeran, Gwen Stefani, John Legend, Shakira, Kelly Clarkson, Rita Ora, Christina Aguilera e i Linkin Park.
Michaels ha pubblicato il suo singolo di debutto da solista, Issues, con l'etichetta Republic Records nel 2017 e il brano ha raggiunto l'undicesima posizione della Billboard Hot 100 negli Stati Uniti, è stato certificato triplo disco di platino dalla Recording Industry Association of America (RIAA) e le ha valso le candidature ai Grammy Awards 2018 come canzone dell'anno e miglior artista esordiente. Tra il 2018 e il 2019 ha pubblicato altri due EP e collaborato con numerosi artisti, tra cui Maroon 5, 5 Seconds of Summer, James Bay e i Clean Bandit, con la hit I Miss You.
Si è anche aggiudicata diverse candidature ai premi MTV Video Music Awards, Billboard Music Award e American Music Award ed ha venduto più di 12 milioni di copie in tutto il mondo come solista.

## Biografia
Julia Michaels è nata a Davenport, Iowa, ma si è trasferita a Santa Clarita, in California, a circa 35 miglia a nord-ovest di Los Angeles, con la sua famiglia, inclusa la sorella maggiore Jaden, che è anche una cantautrice. Suo padre è messicano-portoricano, ha cambiato il suo nome da Juan Manuel Cavassos a John Michaels per perseguire una carriera.

### Carriera da autrice e compositrice

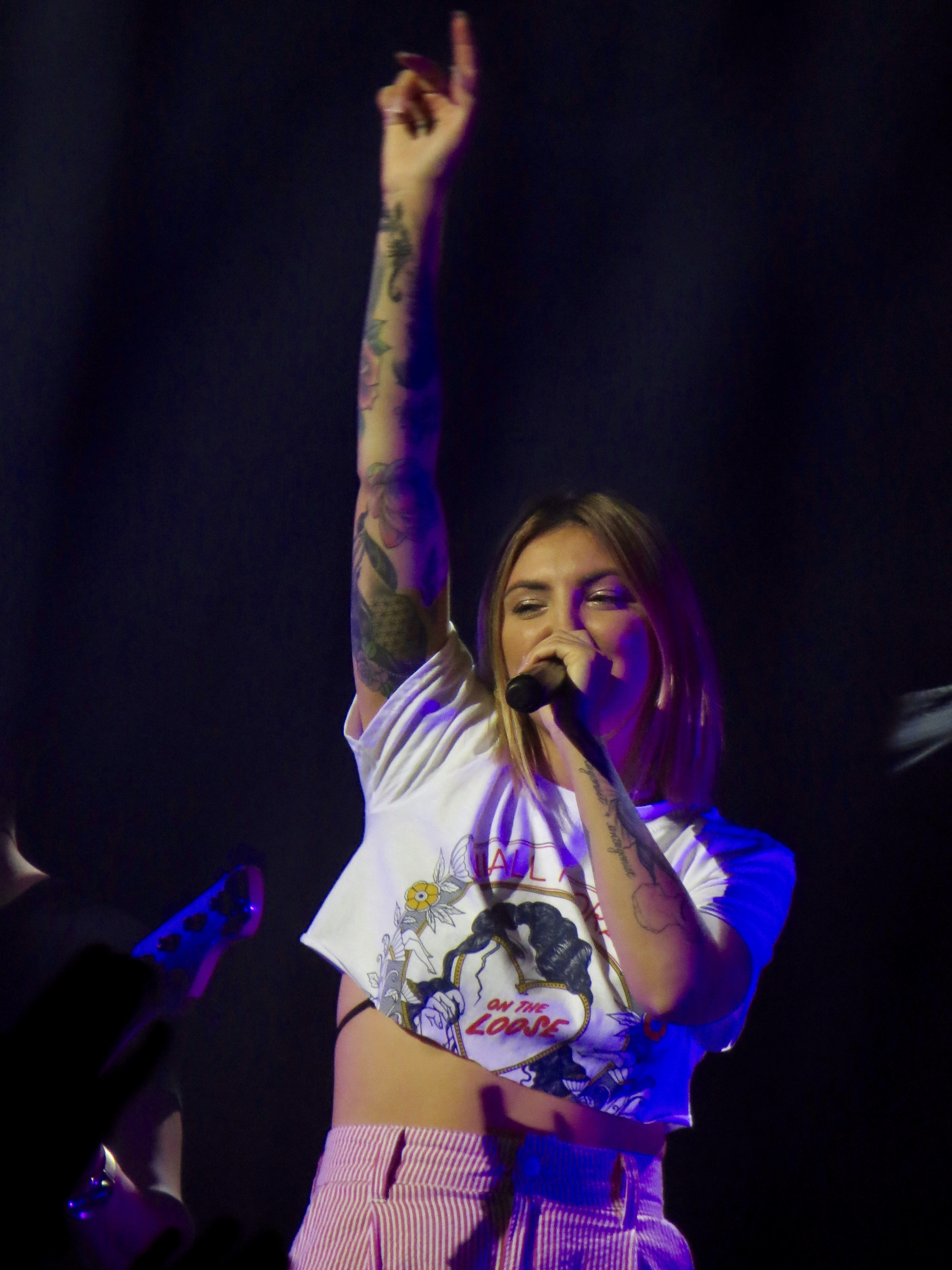
Julia Michaels in una performance nel 2018.

Fin dall'infanzia Julia Michaels ha iniziato a scrivere canzoni, all'età di nove anni ha cantato in famiglia una canzone scritta da sola. Inizialmente scriveva le canzoni per la sorella Jaden, anch'essa cantautrice.
Nel 2012 debutta come compositrice scrivendo tre tracce per l'album tratto dalla serie Tv Austin & Ally della Walt Disney Company. Dal 2013 inizia a co-scrivere brani con Lindy Robbins, compositrice multi platino statunitense, pubblicando il brano di debutto Miss Movin' On delle Fifth Harmony, la collaborazione Slow Down di Selena Gomez e The Cataracs, e Fire Starter per Demi Lovato. L'anno successivo prosegue la collaborazione con la Robbins con la partecipazione di John Corger per la realizzazione di due brani per il DJ Borgeous, per l'EP di debutto del girl group G.R.L. e scrive singoli per Nicole Scherzinger e Cash Cash.
Nel 2015 la cantautrice, affiancata dal compositore e produttore discografico Justin Tranter, scrive e produce numerosi brani che diventeranno hit mondiali come Sorry di Justin Bieber. Scrive sette brani per l'album Revival di Selena Gomez, tra cui Good for You, Hands to Myself e Me & the Rhythm, quattro per Hailee Steinfeld per l'EP di debutto Haiz EP compreso il brano Love Myself, e tre brani per Zedd nell'album True Colors. Ha inoltre composto e scritto i brani Poison cantata da Rita Ora, Used to Love You di Gwen Stefani, e brani per Kelly Clarkson, Nick Jonas, Pia Mia, Demi Lovato e Little Mix.
Durante il 2016 continua a collaborare con Trander entrando nella composizione e produzione di tutte le tracce dell'album This Is What the Truth Feels Like di Gwen Stefani, tra cui i singoli Make Me like You e Misery, e sette tracce per l'album Glory di Britney Spears. Co-scrive con Blake Mills e John Legend tre tracce per il quinto album di quest'ultimo Darkness and Light, due tracce per Nick Jonas e ulteriori due per le Fifth Harmony. Nel 2017 fa parte degli scrittori e compositori per gli album di P!nk, Maroon 5, Linkin Park, Shakira, Zara Larsson e Lea Michele. Co-scrive il brano Dive con Ed Sheeran, Bad Liar con Selena Gomez, Friends con Justin Bieber e BloodPop, oltre ad altri brani per Sofia Carson, Jessie Ware, Robin Schulz, Bea Miller, Keshia Chanté e la band Arizona.
Nel 2018 la Michaels è impegnata in diversi progetti musicali. Compone tre canzoni per l'album Graffiti U di Keith Urban, due per Liberation della pop-star Christina Aguilera e due brani per Youngblood della band 5 Seconds of Summer e per l'omonimo album di Shawn Mendes. Viene chiamata a scrivere il brano Heal Me per la colonna sonora A Star Is Born Soundtrack, interpretato da Lady Gaga, co-scrive le hit 2002 di Anne-Marie e Make Me Feel, primo estratto dell'acclamato album Dirty Computer di Janelle Monáe a cui aveva partecipato Prince per la parte legata ai suoni. È presente inoltre in alcune tracce degli album di Rita Ora, Years & Years, Jonas Blue, Amy Shark e Kate Nash.
Dal 2019 torna a collaborare con P!nk per l'album Hurts 2B Human e con Selena Gomez nei singoli Lose You to Love Me, Look at Her Now e Boyfriend. Scrive inoltre il brano Peer Pressure di James Bay e nuovi singoli per Dove Cameron e Sabrina Claudio. Nel 2020 è presente come autrice nel sesto album in studio di John Legend, negli album di Kelsea Ballerini, Dua Lipa e Ella Henderson.

### Carriera da solista

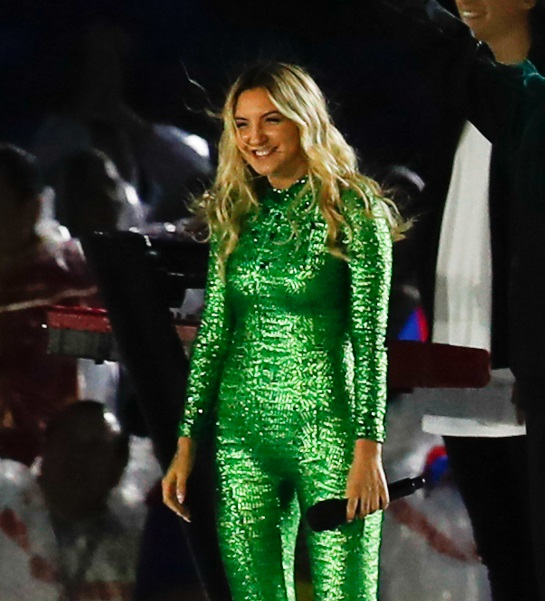
Julia Michaels ai Giochi Olimpici 2016 a Rio de Janeiro.

Nel 2017 ha coscritto il singolo Heavy dei Linkin Park, uscito nel mese di febbraio, e ha pubblicato il suo singolo di debutto, Issues, che è divenuto una hit a livello globale e ha riscosso molto successo in Europa e negli Stati Uniti, avendo raggiunto la top ten in Belgio, Svizzera, Repubblica Ceca, Francia, Danimarca, Norvegia, Romania e Scozia e l'undecisimo posto nella classifica Billboard Hot 100. Ai Grammy Awards 2018 la Michaels è riuscita a rientrare tra le nomine di due categorie, Miglior artista esordiente (Best New Artist) e Canzone dell'anno (Song of the Year) per Issues. Il secondo singolo della cantautrice, Uh Huh, è stato pubblicato il 2 giugno 2017, ed è stato anche il secondo estratto dal suo EP di debutto, pubblicato il 28 luglio 2017, intitolato Nervous System e contenente sei tracce inedite tra cui Issues, Uh Huh e il terzo singolo Worst in Me. L'EP debutta alla posizione 48 della Billboard 200 e 41 della Canadian Albums Chart.
Il 27 ottobre 2017 Julia viene scelta come cantante e co-scrittrice per un singolo dei Clean Bandit, I Miss You, che al suo picco si è posizionato quarto nella classifica dei singoli più venduti in Regno Unito e di numerosi paesi europei, oltre che alla posizione 92 nella Hot 100 statunitense.
L'8 febbraio 2018 un suo nuovo singolo inedito, Heaven, è stato incluso nella colonna sonora del film Cinquanta sfumature di rosso diretto da James Foley, che ha superato centoventimilioni di riproduzioni sul servizio musicale Spotify e ha raggiunto la quarta posizione in Norvegia, dove è stato certificato disco d'oro, la settantasettesima in Regno Unito e l'ottava nella classifica Bubbling Under Hot 100 statunitense. Il 4 maggio la Michaels pubblica Jump, in collaborazione con il cantante trap statunitense Trippie Redd. Il 25 maggio viene pubblicato il terzo album in studio di Shawn Mendes, il quale ha collaborato con Julia per la canzone Like to Be You, con cui i due si sono esibiti dal vivo al The Late Late Show with James Corden il 6 giugno.
Ad agosto 2018 ottiene la sua prima posizione nella classifica statunitense delle canzoni country più riprodotte alla radio grazie al singolo Coming Home, collaborazione con il cantante neozelandese Keith Urban Inoltre, dal 23 gennaio al 5 febbraio 2019 la cantante apre i concerti che si terranno in Australia del suo Graffiti U World Tour. Nello stesso periodo rilascia la prima parte del sue secondo EP Inner Monologue, Pt. 1, pubblicato il 24 gennaio 2019, e successivamente il terzo EP Inner Monologue, Pt. 2, rilasciato il 28 giugno dello stesso anno. Tra i singoli promozionali vengono rilasciati Anxiety con Selena Gomez e What a Time. Sempre nel 2019 collabora nel singolo If the World Was Ending di JP Saxe, debuttando nelle Top15 di Canada, Regno Unito e Belgio.
Nel 2020, Michaels prende parte alla colonna sonora dello show televisivo Songland con il brano Give It To You e pubblica il singolo Lie Like This. Nel 2021 pubblica i singoli All Your Exes e Love Is Weird e il suo primo album Not in Chronological Order.

## Cantautorato, stile musicale e influenze

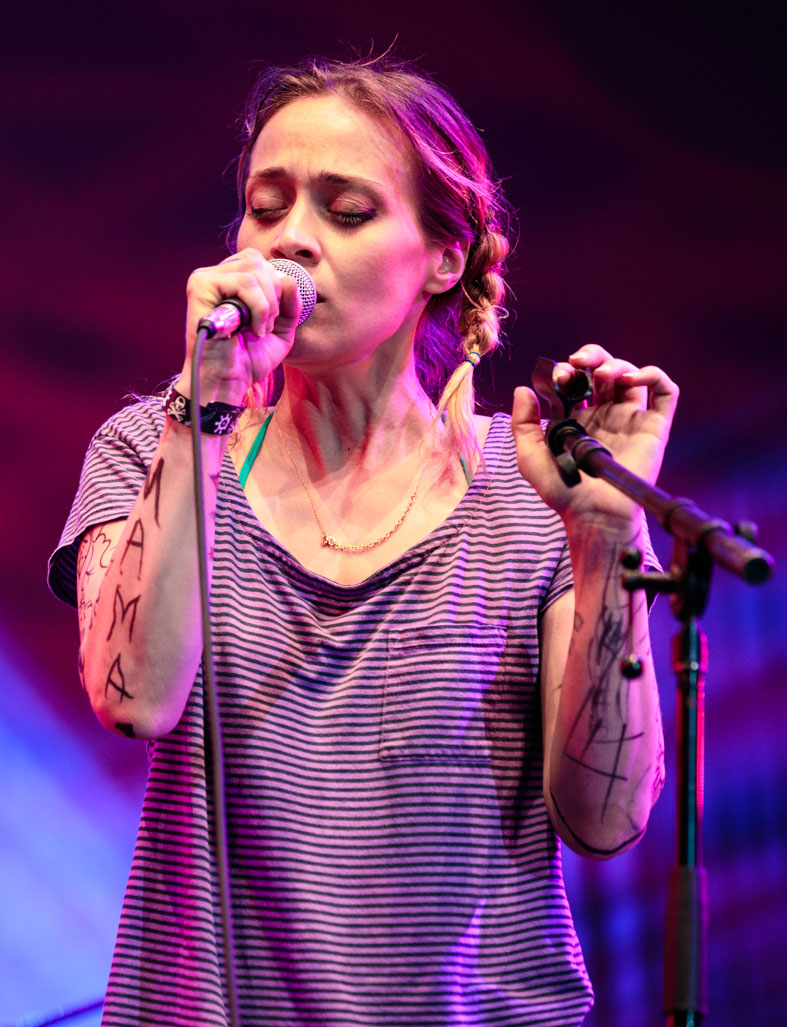
Fiona Apple è considerata dalla Michaels come una delle compositrici di maggior rilievo nel panorama musicale contemporaneo.

La cantante cita le influenze ricevute dai genitori dal genere country come Shania Twain, LeAnn Rimes, Faith Hill e i Rascal Flatts. L'artista Fiona Apple è considerata dalla compositrice come una delle cantautrici più prolifiche della sua generazione: «La maniera in cui riesce a creare delle metafore e renderle come se succedessero nella vita reale, crea un'intimità con la vita, penso che tutto ciò sia fantastico; [...] sarà un'icona per me per sempre.»

Per il suo EP di debutto la cantautrice si è ispirata a Lisa Mitchell, Missy Higgins, Sarah Blasko, Laura Marling, i Paramore e i The Fray.

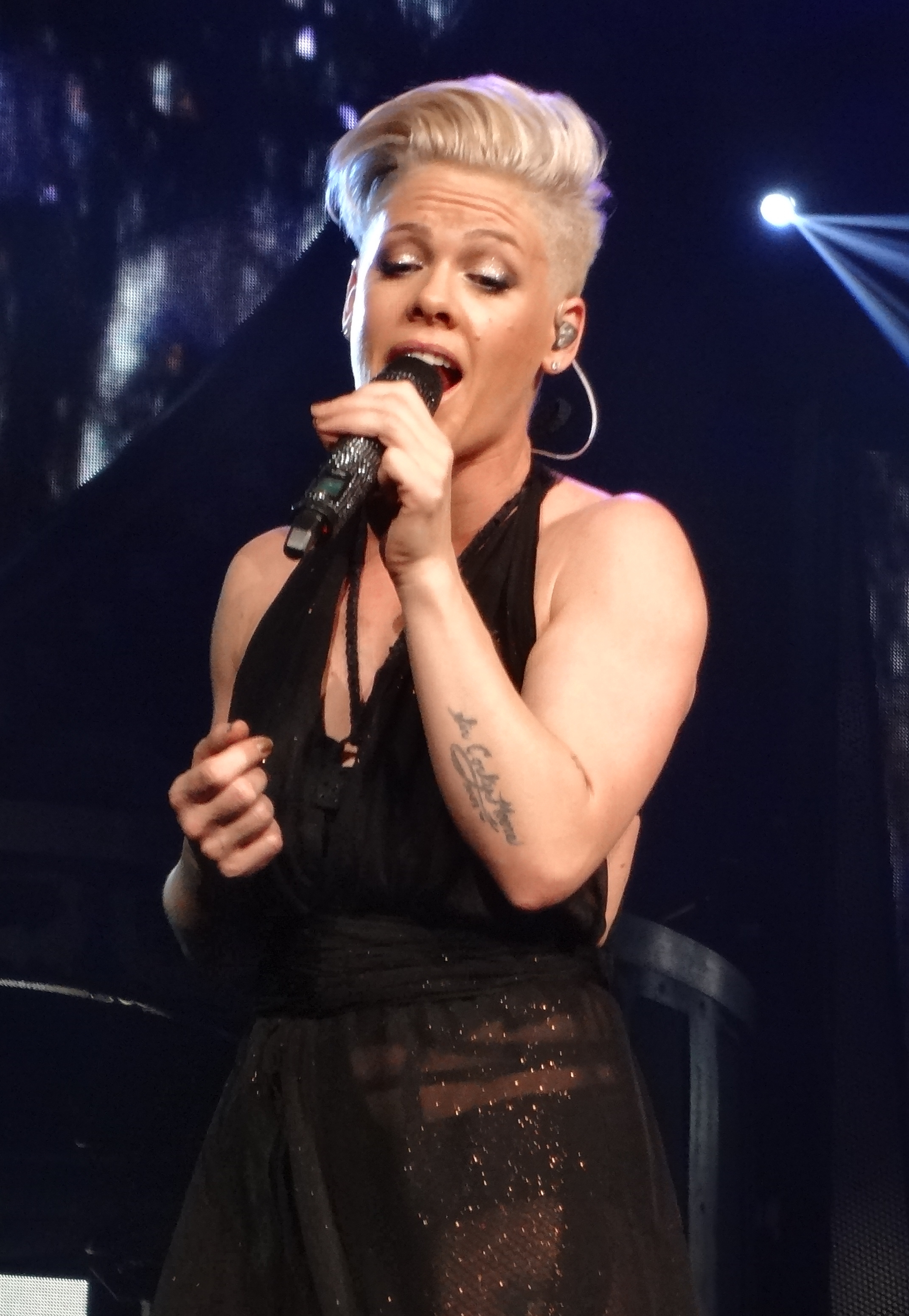
Pink è tra le cantautrici che hanno maggiormente ispirato Julia Michaels.

La Michaels si identifica nella cantante statunitense P!nk rivelando «Quando l'ascoltai dai bambina mi chiesi chi fosse per riuscire a scrivere in quel modo. Pink è sempre se stessa e significa molto per me, è sempre vulnerabile, scrive tutto quello che prova quindi è se stessa. Sono stata in tour con lei e la sua etica nel lavoro e vedere come si comporta con le persone che le stanno a fianco, come è forte e decisa mi ispira e vorrei essere come lei un giorno».
La compositrice Lindy Robbins fu la prima mentore e collaboratrice della Michaels «Mi ha spiegato cosa fare e cosa evitare. Ero abituata a pensare che dovevo avere dei concetti pronti per essere pubblicati in caso le cose stessero andando male nella produzione. Lei parlandomi mi fece capire che non dovevo essere strategica, si poteva scrivere semplicemente grazie ad una conversazione.»
Il momento di stesura di un brano con un altro artista viene descritto dalla cantante in un'intervista per Teen Vogue: «Quando sono con un artista, mi occupo pienamente di loro, qualsiasi cosa vogliano fare. Posso suggerire un'idea. Non significa che devono farlo. Il punto è che io sono lì, parlo con loro, di noi che ci incontriamo, che vibriamo e che cerchiamo di capire cosa vogliamo dire.» Una linea di fondo in molta della musica che Julia Michelle scrive sono i nervosismi e l'ansia generale, e si è spesso confrontata apertamente su come si occupa degli attacchi di panico e affronta altri aspetti della sua salute mentale. Pensa anche che la scrittura sia un potente strumento per affrontare le esperienze difficili e le fastidiose insicurezze: «Penso che scriverlo mi dà il controllo su di esso. Il mio modo di sentirmi si manifesta meglio se lo scrivo. [...] Tendo a scrivere canzoni su persone davvero carine e le chiamo arti.»
L'artista rivela nel 2017 in un'intervista alla ABC «Nel momento in cui una canzone che ho scritto ha successo commercialmente è surreale, forse come se fosse un po' più realizzata perché ho messo me stessa. [...] Penso le canzoni che ho sviluppato con certi artisti hanno una chance, non importa quale essa sia.» E prosegue «Quando sei un nuovo artista le persone tendono a essere più titubanti a darti una possibilità, quindi ora che ascoltano una mia canzone significa che credono in quella traccia, non perché sono io a cantarla, ma perché amano quella canzone.» Concludendo «La vera ragione del perché lo faccio è perché voglio costruire connessioni e creare canzoni per tutti coloro che non riescono ad esprimere come si sentono, ma si riconoscono in quel brano».
Racconta inoltre il suo passaggio a diventare una cantante solista: «C'è un momento nella vita di un autore in cui il suo lavoro si avvicina troppo a se stesso. Dopodiché c'è una specie di epifania, dove non vuoi più descrivere i tuoi pensieri e sentimenti e vuoi tenerli per te, è per questo che ho cantato io Issues. Molte persone hanno provato a persuadermi nel fare qualcosa per essere sotto i riflettori, [...] ma io amo il mio anonimato, amo andare nello studio e piangere senza essere giudicata per essere vulnerabile» Ma riscontra che la nuova carriera «È un rischio perché la mia vita è cambiata completamente, ma impari, evolvi, cresci e questa diventa una tua nuova seconda natura.»

## Discografia

### Album
- 2021 – Not in Chronological Order

### EP
- 2017 – Nervous System
- 2019 – Inner Monologue, Pt. 1
- 2019 – Inner Monologue, Pt. 2

## Tour

### Come artista principale
- The Inner Monologue Tour (2019)

### Come artista d'apertura
- Shawn Mendes – Illuminate World Tour (2017)
- Niall Horan – Flicker World Tour (2018)
- Maroon 5 – Red Pill Blues Tour (2018)
- Keith Urban – Graffiti U World Tour (2019)
- Pink – Beautiful Trauma World Tour (2019)

## Riconoscimenti
Grammy Award
- 2018 - Candidatura per la Canzone dell'anno (Issues)
- 2018 - Candidatura per il Miglior artista esordiente